# Aida Bella
Aida Bella (* 20. Januar 1985) ist eine polnische Shorttrackerin.

## Werdegang
Bei den Shorttrack-Europameisterschaften 2013 in Malmö gewann sie die Bronzemedaille mit der Staffel über 3000 m.
Aida Bella war zusammen mit Marta Wójcik in der November 2013 Ausgabe des Playboys mit einer Fotostrecke zu sehen.

## Persönliche Bestzeiten
- 500 m      44,413 s (aufgestellt am 19. Oktober 2012 in Calgary)
- 1000 m    1:32,864 min. (aufgestellt am 19. Oktober 2012 in Calgary)
- 1500 m    2:28,490 min. (aufgestellt am 27. Januar 2012 in Mladá Boleslav)
- 3000 m    5:23,400 min. (aufgestellt am 20. Oktober 2013 in Bormio)